# Секулово
Секулово (болг. Секулово) — село в Болгарии. Находится в Силистренской области, входит в общину Дулово. Население составляет 905 человек.

## Политическая ситуация
В местном кметстве Секулово, в состав которого входит Секулово, должность кмета (старосты) исполняет Ангел Илиев Стоянов (Движение за права и свободы (ДПС)) по результатам выборов правления кметства.
Кмет (мэр) общины Дулово — Митхат Мехмед Табаков (Движение за права и свободы (ДПС)) по результатам выборов в правление общины.